# Велика опора
«Велика опора» (азерб. «Böyük dayaq») — радянський художній фільм режисера Абіба Ісмайлова, знятий в 1962 році на кіностудії «Азербайджанфільм» на основі роману Мірзи Ібрагімова «Велика опора».

## Сюжет
Голова муганського колгоспу Рустам-кіши відомий на весь Азербайджан. Але слава запаморочила йому голову. Поступово він починає вірити в свою непогрішність і перестає зважати на думку людей. Колгоспники (трактористи Ширзад і Наджаф, завідувач фермою Кярам, Теллі) відкрито говорять, що незадоволені методом його керівництва, але Рустам вважає, що ті прагнуть підірвати його авторитет. У колі же Рустама знаходяться лицеміри. І коли ті вже мало не погубили Рустама, йому допомогли саме ті люди, від яких він відвернувся. Рустам-кіши зрозумів, що велика опора для справжнього керівника — це народ.

## У ролях
- Алескер Алекперов — Рустам-кіши
- Тамілла Рустамова — Мая
- Гасан Мамедов — Гараш
- Лейла Рзаєва — Сакіна
- Земфіра Алієва — Паршан
- Насіба Зейналова — Теллі
- Мамедрза Шейхзаманов — Шарафоглу
- Беюкага Кязімов — Наджаф
- Ага Мамедов — Калантар
- Фірудін Мехтієв — Салман
- Багадур Алієв — епізод

## Знімальна група
- Режисер — Абіб Ісмайлов
- Сценарист — Мірза Ібрагімов
- Оператор — Хан Бабаєв
- Композитор — Фікрет Мешаді Аміров
- Художник — Мамед Гусейнов